# Juno
|  | Aquest article tracta sobre la deessa romana. Vegeu-ne altres significats a «Juno (desambiguació)». |

En la mitologia romana, Juno era l'esposa de Júpiter. El seu origen es podria trobar en l'etrusca Uni, per bé que es relacionà amb la deessa grega Hera de la que n'absorbí gran part de la personalitat. El seu nom, si no és una corrupció de l'etrusc, s'associa amb l'arrel indoeuropea que indica "joventut". Els romans dedicaren el juny al seu honor, que llavors era el quart mes de l'any. Forma part de l'anomenada tríada capitolina junt amb el seu marit i Minerva.

## Atributs

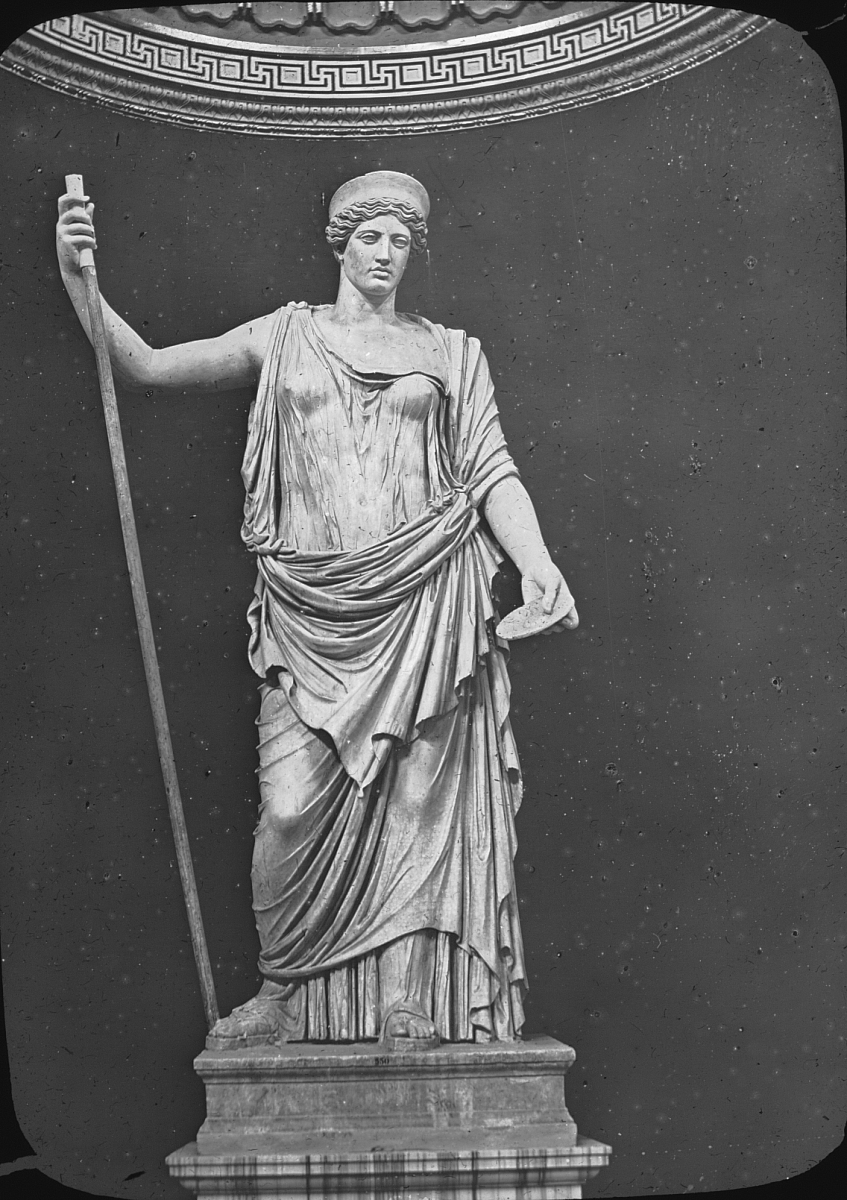
Juno amb la llança i la corona

Juno era la protectora de les dones i l'encarregada de vetllar per la felicitat i la prosperitat domèstiques. Les dones que havien de casar-se la invocaven amb el nom de Pronuba i les que anaven a donar a llum amb el de Lucina, a fi d'assegurar-se un matrimoni feliç o un bon part.
Una altra de les atribucions de Juno era la de defensar l'Estat romà. Segons la tradició, quan Roma estava a punt de ser envaïda pels Gals l'any 390 aC, la deessa alertà els habitants de la ciutat a través de les oques sagrades, que començaren a cridar estrepitosament. Per agrair-li aquest favor, els romans alçaren un temple dit de Juno Moneta, és a dir, Juno l'avisadora.

## Juno i la màgia
En els treballs màgics s'associa aquesta divinitat amb l'espelma de color blanc i, també, amb la vessant femenina de la Humanitat, en contraposició al déu Mart i l'espelma roja que representen la masculinitat.
Les pràctiques màgiques amb l'espelma blanca, que és símbol de la protecció de les grans deesses mares de l'Antiguitat Hera i Juno, serveixen per acréixer la sensibilitat, la creativitat i la intuïció personal.

## Temples i apel·latius de Juno

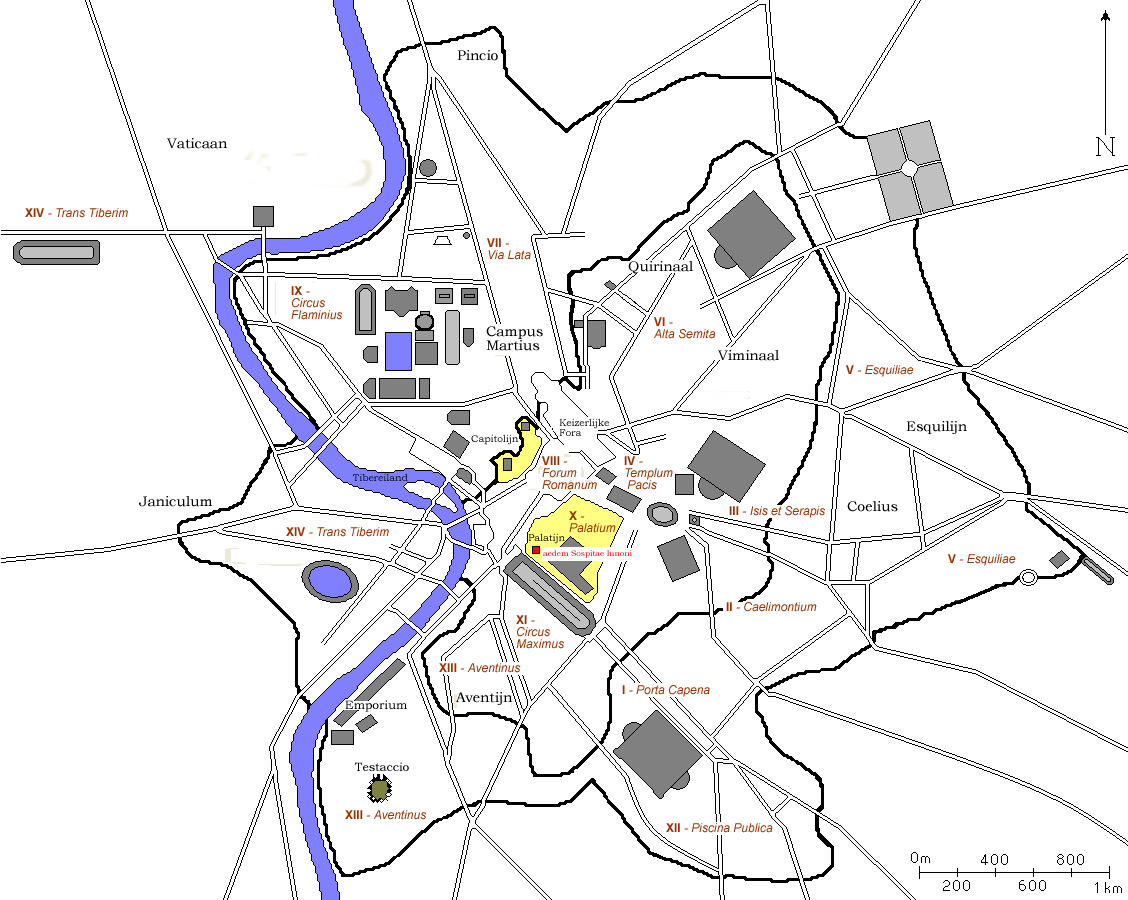
situació del temple de Juno Sospita

S'han trobat diversos temples dedicats al seu culte. Els situats al voltant de la ciutat de Roma: A Lanúvium (a uns 30 km al sud-est de Roma), a Tibur (al nord-est),a Veii (20 km al nord),a Ardea (35 km al sud), a Gabii (a 18 km a l'est de Roma); tots aquests temples tenien la inscripció Mater Regina mentre que a Falerii (50 km al nord) Regina Curitis. Però aquests no són els únics sobrenoms de la deessa: Moneta, Caprotina, Tutula, Fluonia, Fluviona. Segons G. Dumezil i Vsevolod Basanoff, tots aquests sobrenoms denoten un lligam amb la idea idoeuropea de les tres personalitats d'una divinitat, per exemple Regina i Moneta impliquen caràcter reial, Sespeis i Curitis (posseïdora de la llança) li donen una personalitat guerrera i protectora associada a la cúria, mentre que Mater li confereix poders sobre la fertilitat.
L'apel·latiu Lucina ha estat motiu de controvèrsia entre els estudiosos. Alguns relacionen Lucina amb la paraula lucus(clariana en un bosc sagrat), perquè la deessa tenia des de temps antics un santuari al Cispius a prop del temple de Mefitis. Altres creuen que es tracta d'una paraula derivada de lux(llum) i estaria relacionada amb el part i els nens
Un altre apel·latiu que rebia la deessa era el nom Covella, per expressar la seva funció com intercessora amb les activitats relacionades amb la lluna, inclosa la menstruació de les dones, i d'aquí la seva invocació amb tota mena de començaments. Els calenda (primer dia) de cada mes estava dedicat a Juno. A la localitat de Laurentum era coneguda com a Kalendaris Iuno (Juno de les calenda). A Roma també era invocada cada començament de mes pel pontifex minor al lloc conegut com a Curia Calabra El calendari primitiu dels romans era de base lunar. Per la calenda, nom del primer dia de cada mes, el pontífex minor anava a la Curia Calabra per observar la desaparició de la lluna (lluna nova). Llavors el Rex Sacrificulus(mestre de cerimònies) i el pontifex feien un sacrifici invocant a Juno, mentre els ciutadans eren cridats (in comitia calata) a observar el ritual. El terme calata i Calabra probablement deriven del verb calare(«aplegar», «cridar»), que anunciava la data de la nonae. Era el mateix dia que la Regina sacrorum li sacrificava una truja blanca o un corder. Se la vinculava amb Janus, el déu dels passatges i principis, sovint dit Iunonius per compartir aquest aspecte amb la deessa Juno.

### Relació Juno i iuvens
Alguns estudiosos expliquen aquesta multiplicitat de funcions de la deessa com una estructura típica de les deïtats femenines però altres ho veuen com una derivació del que en essència és, la representació de la vivacitat i la força de la joventut, amb les connexions sexuals que això implica, les quals canviarien segons les circumstàncies: en els homes representaria la iuvenes, terme sovint emprat per referir-se als soldats, i d'aquí en resultaria una deïtat tutelar de la sobirania de la humanitat; mentre que en les dones representaria la capacitat per donar a llum, i supervisaria des de la pubertat fins al matrimoni i el part. D'aquí sorgiria el seu aspecte polifacètic com a deessa relacionada amb la política, el poder i la guerra. Altres opinen que les seves qualitats militars derivarien de la seva natura com a deessa de la fertilitat que, en voler protegir la descendència acabaria adquirint funcions militars i polítiques.

### Juno Sospita i Lucina
Febrer és un més d'interpàs entre l'acabament de l'hivern i el començament de la primavera i, per tant, era concebut com un temps per a la purificació i la renovació. Aquesta relació va ser tractada per Ovidi a partir de la qüestió etimològica de febrer al començament del llibre II de les Fasti. En ser considerada la part més important de l'any, implica conèixer els riscs per la comunitat que cal evitar: el perill de ser contaminat amb el contacte de l'inframón. Cal, doncs, que Juno estigui present i en formi part activa en els tres moments més rellevants del mes : 
- El dia de la calenda (el primer dia), amb la celebració del dies natalis (naixement) de Juno Sospita al turó del Palatí.
- El dia 15, festa de Juno Lucina, inspiradora i patrona de les Lupercalia.
- A final de mes, l'1 de maig, com a protectora de les Matronae(mares) i del matrimoni. Aquest dia, coincidia amb la celebració del naixement de Ròmul i amb la commemoració de la intervenció pacificadora que van tenir les dones en la resolució del conflicte entre els romans i els sabins.[15][c]

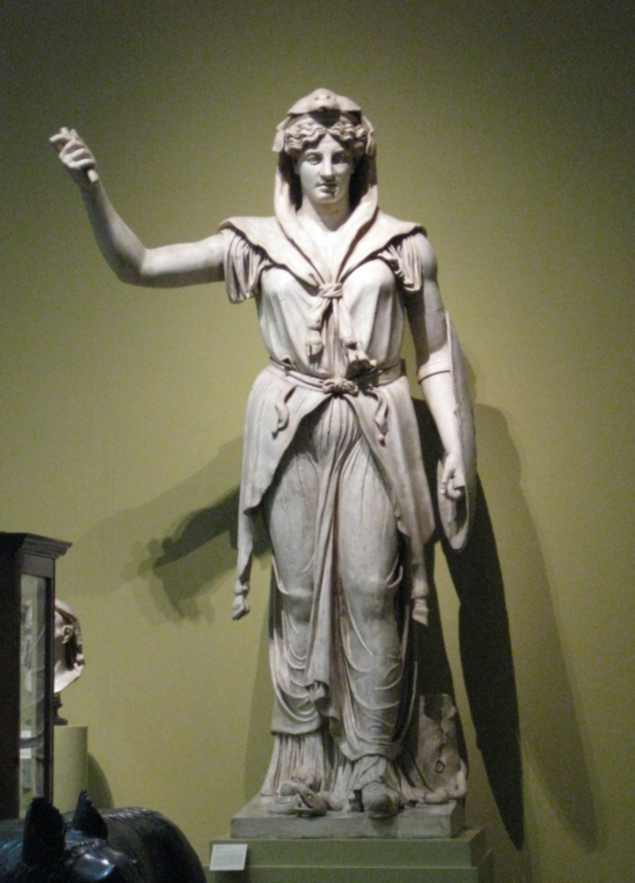
Juno Sospita, museu Puixkin

Juno, anomenada Sospita (la sàvia) és, a més, una deessa que defensa i protegeix els romans des de l'antiguitat. El mateix dia se celebrava al lloc de la cova d'Helernus, al turó de Esquilí, el qual Dumézil creu que era un antic déu de la vegetació relacionat amb el culte de Carna/Crane, una nimfa que podria ser una imatge de Juno Sospita. A les Lupercàlia,la unió d'ambdós ritus era suggerit a les parelles, les quals podien anar-hi periòdicament a repetir el ritu de purificació i per sol·licitar fertilitat. Potser fos també un lloc per a beneir la renovació política, com es podria deduir per la competitivitat entre dos grups de devots Luperci: els Fabii i els Quinctii, associats amb la rivalitat entre els fundadors Ròmul i Rem. Un exemple d'aquesta importància política es pot veure en el fet que Juli Cèsar escollís l'indret i la data per a promulgar la seva coronació amb la col·laboració de Marc Antoni i per ser el lloc on va sorgir un nou grup polític, els Luperci Iulii. Aquest element seria potser el motiu de l'elogi d'August al començament del llibre II dels Fasti d'Ovidi, on diu que: com a hereu de Cèsar havia aconseguit portar a terme el plans del seu pare adoptiu. El fet és una mostra de la funció sobirana de Juno.
Com Wissowa molts autors han remarcat la semblança entre la Juno de les Lupercalia i la Juno de Lanúvium Seispes Mater Regina, perquè en totes dues festivitats intervenia un boc, símbol de la fertilitat. Però en essència existeix una unitat entre fertilitat, privilegis dels governants i purificació. Aquesta unitat queda subratllada pel paper de Faune en la història eròtica narrada per Ovidi, la qual és l'origen de les Lupercals: Havent estat consultada sobre com superar el període d'esterilitat que patien després del rapte de les sabines, Juno va respondre entre la remor de les fulles del voltant de la cova de la deessa «Italidas matres sacer hircus inito» (que siguin copulades per un boc sagrat). El nom del mes de febrer és degut a les purificacions anomenades februae, i el boc, la pell del qual era emprada per a fer els fuets de la purificació es deia februum, amiculus Iunonis. Per referir-se a aquesta celebració, la paraula Juno va acompanyada de Februalis, Februata o Februa. Februlis supervisa la gestació i està estretament vinculada amb Fluvonia, Fluonia, la deessa que manté la sang dins del cos de la dona durant l'embaràs. Mentres Duval es decanta per la idea d'una protectora de l'embaràs, Palmer veu en l'adjectiu Fluonia un bany en les aigües del riu. Ovidi també en parla del riu com a element purificador.

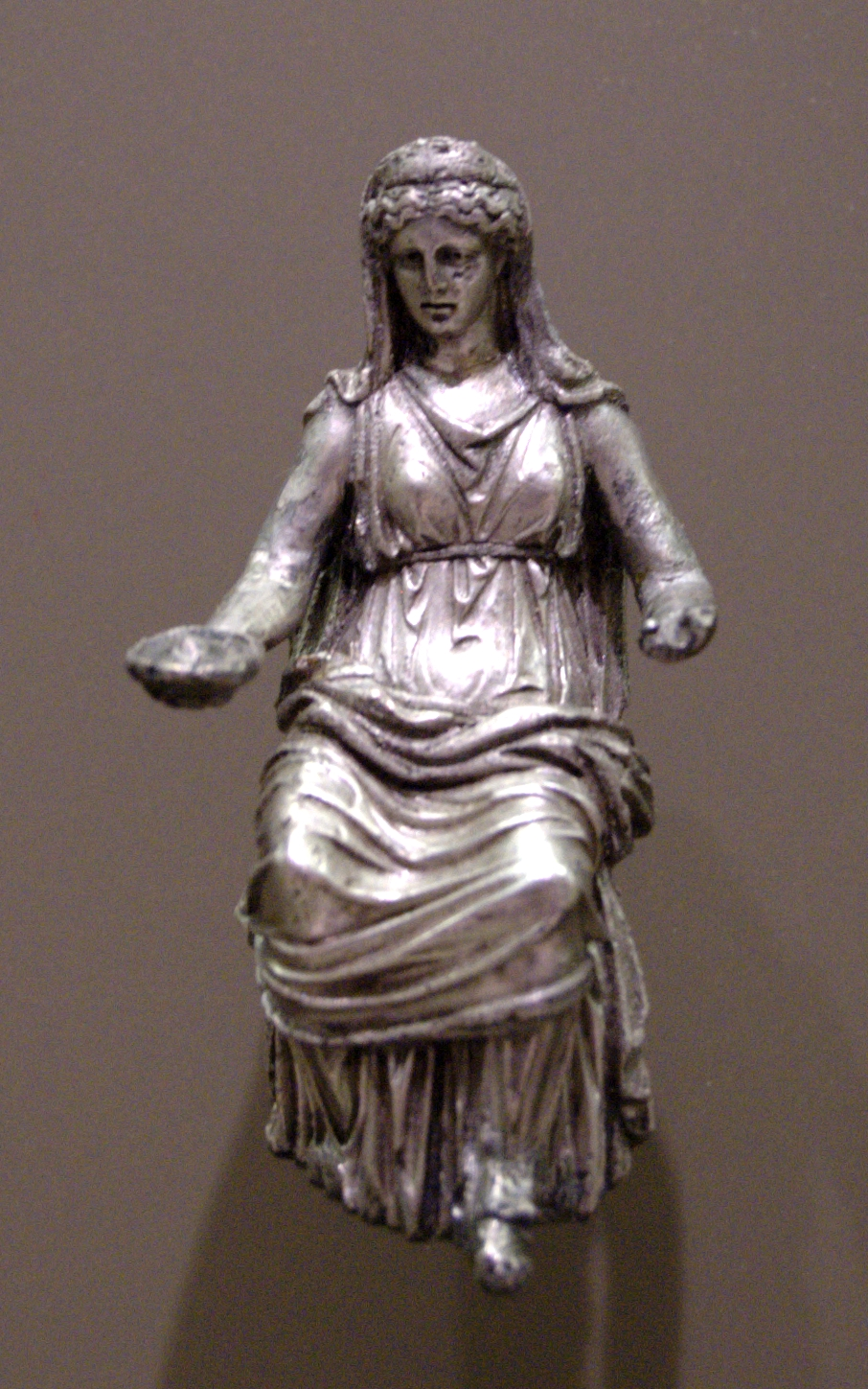
Juno, estàtua de plata, segle I o II

El 375 aC es va construir un temple a Juno Lucina en l'antiga cova sagrada del lucus. Probablement al costat de l'actual església de santa Prassede, on s'han trobat unes inscripcions. La cova devia estar a la part sud del temple. Se sap que el rei Servi Tul·li havia manat que les ofrenes donant gràcies pels nounats fossin guardades a la cambra del tresor del temple de Juno, cosa que fa pensar que hi va haver un santuari construït amb anterioritat. L'any 190 aC el temple va ser tocat per un llampec, que va malmetre la teulada i les portes.
El cònsol C. Cornelius Cethegus va ordenar la construcció d'un temple nou el 197 aC, el qual va ser acabat l'any 194. Cap a l'any 90 aC, el temple havia perdut la seva bona fama. Aquell any unes prostitutes incitaven al sexe baix mateix de l'estàtua de la deessa. Per tal de resoldre això, Juli Cèsar va proposar al senat que ordenés l'exclusivitat de les funcions sagrades del lloc i una restauració. Ovidi explica que el temple estava destruït pel pas del temps, però això costa de creure doncs s'havia fet una restauració feia menys d'un segle. Per tant, és plausible que hagués existit un altre temple de Juno Sospita dins el pomerium, que tal com diu Ovidi estaria prop del temple de Cíbele, a la banda oest del palatí.

### Juno Caprotina

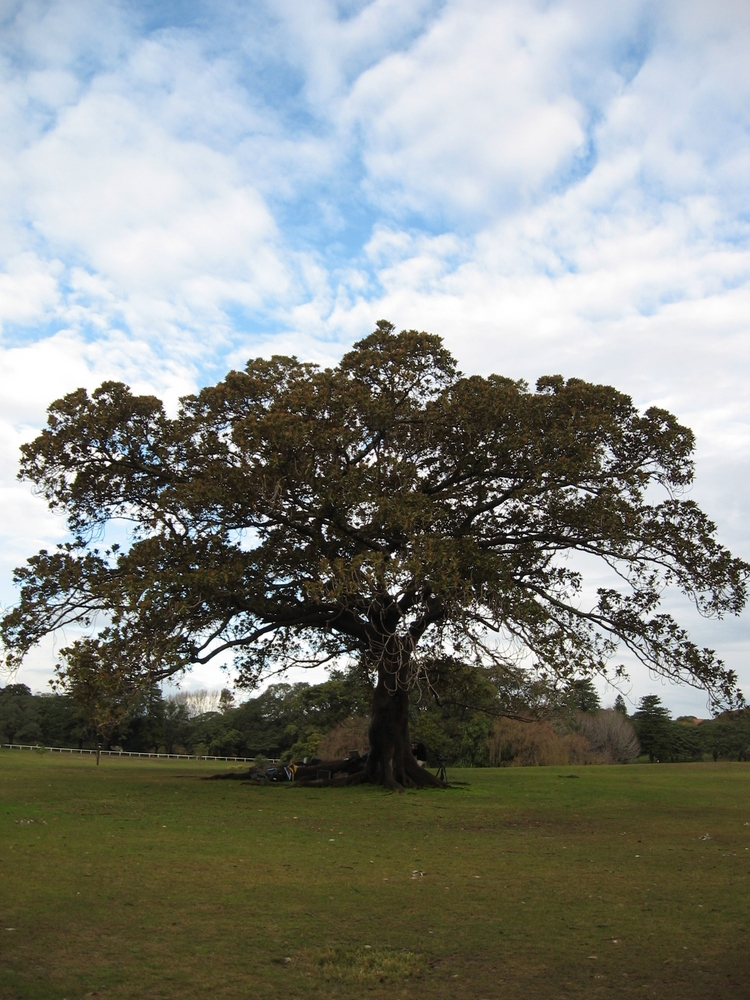
la figuera, arbre sagrat de Juno

El lligam entre els tres aspectes de Juno no tan sols es troba en la festa de la Lupercalia sinó també en la festivitat de les Nonae Caprotinae. En aquesta data els romans lliures i les dones esclaves es barrejaven a l'esplanada de la figuera borda (en llatí caprificus). La tradició consistia a fer curses, fer lluites a cops de puny, emprar llenguatge obscè i sacrificar una cabra en honor de Juno Caprotina vessant la seva sang sota la figuera sagrada.
L'origen d'aquesta celebració es remuntava als temps antics quan les branques de figueres bordes es collien per a plantar-les i fer créixer nous arbres, operació coneguda com la caprificatio. En els primers anys de la ciutat, Roma va ser atacada pels gals i poc després els pobles del Laci van aprofitar per atacar ells també. El governant que hi havia en aquell temps, Livius Postumius, va proposar al senat que les mares i filles de les famílies més eminents es lliuressin als atacants a canvi de la pau. Mentre el senat debatia la qüestió, una esclava d'origen grec anomenada Filotis en grec i Tutela en llatí, va proposar de lliurar-se ella mateixa juntament amb altres esclaves fingint ser de família noble. Amb el consentiment del senat, van ser vestides amb roba elegant i guarnides amb joies. Els enemics les van acceptar i van celebrar una festa però quan estaven beguts i mig adormits, elles els van amagar les armes i Tutela es va enfilar dalt d'una figuera per donar el senyal als romans que els ataquessin. Aquelles esclaves van ser recompensades amb la llibertat i amb una paga vitalícia extreta de l'erari públic.

### Juno Curitis
Hi ha testimonis d'aquest apel·latiu en diferents temples, per exemple a Falerii i a Tibur. L'enciclopedista Martianus Capella deia que Juno era invocada per tots aquells implicats en una guerra. La cacera de la cabra a cops de pedra està descrita en el poema d'Ovidi Amores III 13, 16. La cerimònia que feien a Falerii segueix una estructura triple molt similar a la de Juno Seispes de Lanúvium.
Estudis etimològics associen l'epítet Cures amb la paraula sabina curis (llances), i amb el carro (en llatí currus) es relaciona amb l'epítet Quirites. El rei Titus Taci va fer posar una taula dedicada a Juno a cada cúria de la ciutat, fet que va ser comprovat pel mateix Dionís d'Halicarnàs.
S'ha proposat que tant la ciutat de Currium o Curria, com la paraula Quirí (déu romà), provindrien de la paraula sabina per a referir-se a la llança. La descoberta a Sulmona d'un santuari dedicat a Hercules Curinus dona suport a la teoria que la relaciona amb la paraula "llança". Aquesta llança es podria tractar d'una mena de pinta, símbol de la virginitat, que feien servir les núvies el dia del casament i també com a bon auguri. Juno Curitis també podria ser l'expressió per invocar una antiga deïtat, que calia nomenar per a accedir a la curiae.

Juno Curitis tenia un temple al camp de Mart. Excavacions al carrer Largo di Torre Argentina han posat al descobert quatre estructures que pertanyen a temples, una d'elles (temple D o A) podria ser el d'aquesta deessa. Compartia el seu aniversari amb Juppiter Fulgur, qui tenia un altar en les proximitats.

### Juno moneta i el mes de juny

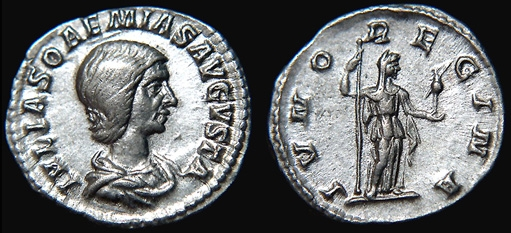
denari amb la inscripció Juno Moneta

Aquest apel·latiu de Juno només es troba, segons les fonts d'estudi més antigues, dins un context de guerra. Dumézil creu que l'aspecte militar d'aquesta deessa està reflectit en l'expressió Juno Curitis Moneta. Palmer coincideix en aquesta opinió.
Ciceró relacionava el terme Moneta amb el verb monēre(advertir). Segons Palmer, l'etimologia proposada per Ciceró és acceptable però caldria afegir un creuament amb la paraula mons (muntanya, turó), per ser el turó capitolí el primer lloc on se li va donar culte. També hi ha la possibilitat que es tracti d'un terme relacionat amb el seu culte, perquè al seu temple es guardaven els Libri Lintei i, llavors caldria decantar-se cap a l'altre significar de monere, "garantia de la custòdia". Aquesta darrera explicació coincidiria amb el qualificatiu emprat per Livi Andronic: Mnemosyne.

Segons Ovidi hi havia cinc ciutats romanes on, des de temps antics, dedicaven un mes de l'any a la deessa Juno, eren: Aricia, Lanúvium, Laurentum, Praeneste, Tibur.
A Roma es va situar la data del natalici de la deessa el primer dia del mes de juny.
L'any 384, el dictador L. Furius Camillus, va fer la promesa que si la deessa els ajudava a guanyar la guerra contra els auruncs, li faria edificar un temple al turó del capitoli. El culte a la deessa es remunta, però, a temps més antics. M. Guarducci creu que es podria haver originat cap al segle viii aC amb una identificació amb la deessa grega Hera introduïda pels habitants de Cumes al sud d'Itàlia. Segons l'escriptor del segle i, Valeri Màxim hi havia una dedicatòria al temple que deia Juno de Veii, com si el seu culte provingués d'aquella ciutat i l'haguessin transportat a Roma.
Basanoff considera que cal remuntar-se a l'època dels reis per trobar els seus orígens. Segons aquest autor hauria arribat a Roma procedent de la ciutat sabina anomenada Cures. A Cures Juno era la deïtat tutelar del cap militar, Titus Taci, de la mateixa manera que Egèria era la protectora del rei dels romans, Numa (gendre de Tacius).

## L'estàtua de Samos

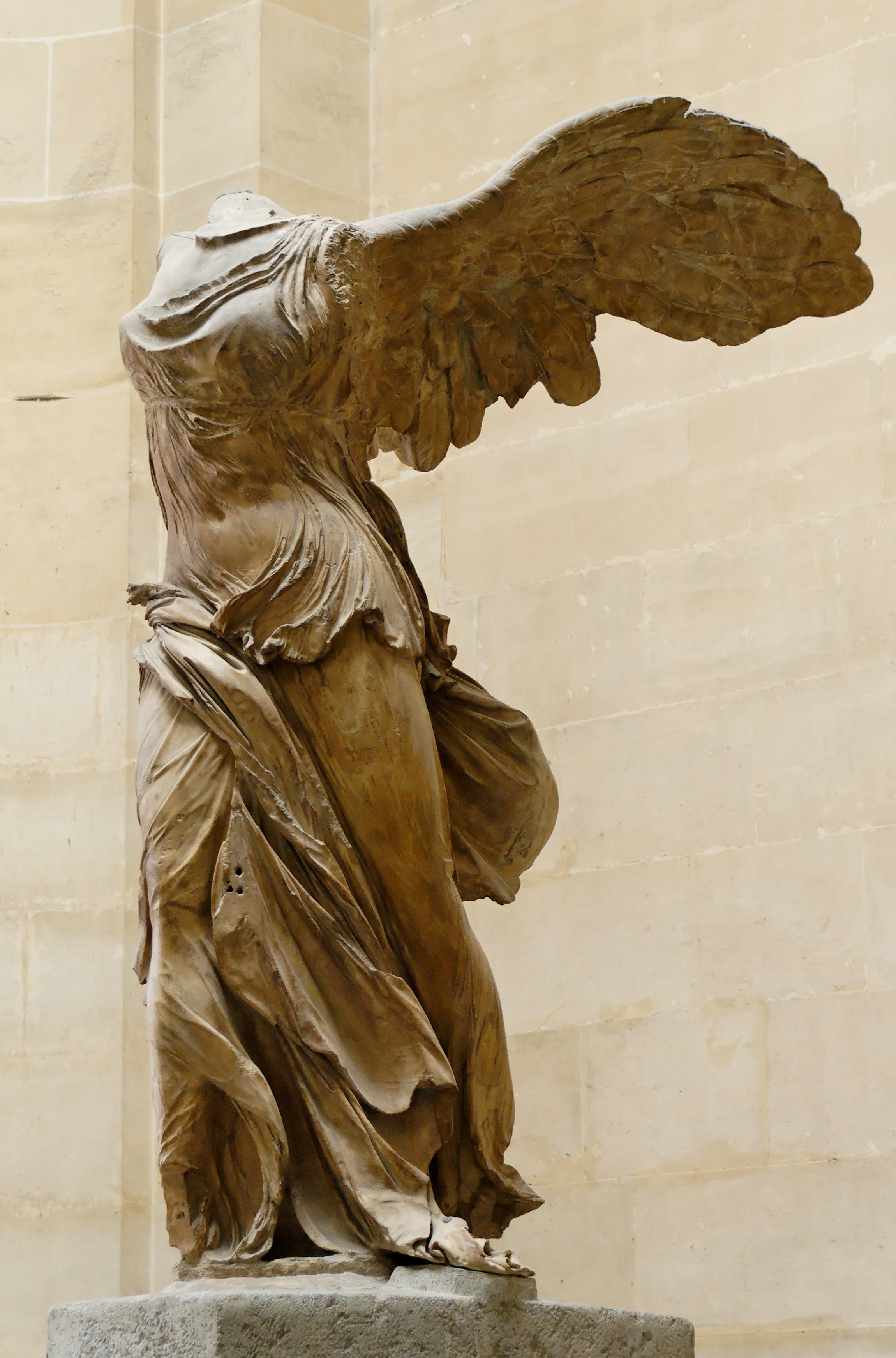
amb el mateix tipus de marbre que la Nike de Samotracia hi havia una estàtua de Juno a Maastricht

A la ciutat holandesa de Maastricht, hi havia fa 2000 anys una colònia romana Trajectum Mosam i allà hi havia un temple dedicat a Juno i a Júpiter, actualment una part està al soterrani de l'hotel Derlon i l'altra part es va aprofitar per a construir una església cristiana al segle iv. Segons la llegenda local, Juno i Júpiter havien nascut sent germans bessons de Saturn i d'Opis. Juno va ser enviada a Samos quan només era una nena. Allà va créixer fins a la pubertat quan es va casar, sense saber-ho, amb el seu germà.
Hi havia una estàtua de Juno representada com una jove el dia del seu casament. Estava feta de marbre blanc procedent de l'illa de Paros i havia estat en un temple a Samos durant segles, fins que va ser transportada al santuari de Jupiter Optimus Maximus, al turó del capitoli de Roma. Durant molt de temps els romans la van venerar sota el nom de Juno Regina. No se sap exactament en quin moment, entre el segle I i el IV va ser transportada a la colònia holandesa.

## Relació amb altres divinitats

### Juno i Júpiter
A la ciutat de Palestrina es van trobar diverses estàtues de terracota amb la deessa Fortuna Primigenia alletant dos nadons : Juno i Júpiter, motiu pel qual es va pensar que eren germans.

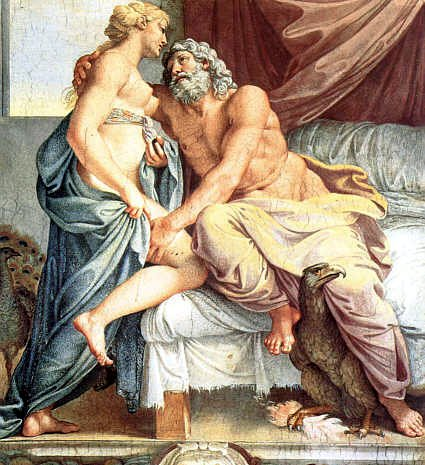
Juno i Júpiter

El 1882 R. Mowat va publicar que havia trobat una inscripció que deia que Juno era filla de JúpiterDumézil va suggerir que podria tractar-se d'una versió de la deessa vèdica Aditi, seguint la teoria que la majoria dels europeus tenen una procedència indú.
Més endavant, a causa de la influència grega i l'associació amb Hera, Juno va passar a ser l'esposa de Júpiter.

### Juno i Janus
Janus, com a guardià de les portes que connecten el cel i la terra, té relació amb Juno, protectora de tots els inicis, invocava cada dia primer de mes. En el ritu de la lluna nova se'ls esmentava junts. El Tigillum Sororium era un ritual sagrat de la família Horatia que amb el temps va passar a fer-se'n càrrec l'estat. En aquest culte Janus Curiatius estava associat a Juno Sororia. Cadascun d'ells tenia un altar, l'un de cara l'altre, al passeig darrere el Tigillum Sororium. Es tractava d'una construcció molt senzilla, només una obertura entre dos pilars. Era una cerimònia de purificació per expiar els pecats de Publius Horatius per haver matat la seva germana, en no acceptar el seu matrimoni amb un home de la família dels Curiacis. M.Renard va suggerir que potser en un principi Jano era el marit de Juno, però més endavant es va confondre amb Júpiter, per fer aquesta hipòtesi es va basar en els epítets compartits per tots dos, tema ja esmentat per Ovidi.

### Juno i Hèrcules
La deessa i l'heroi grec són esmentats junts en una inscripció trobada a les ruïnes del temple d'Hèrcules a Lanúvium, el culte del qual va ser posterior al de Juno Sospita. La feria(diada) de la deessa coincideix amb el Natalis Herculis, el qual es commemorava amb jocs al circ. Segons creu Bayet, Juno i Hèrcules supervisaven Pilumnus i Picumnus en la seva funció de déus tutelars dels nounats per la seva relació amb la fertilitat. A Roma i a la ciutat de Túsculum el culte de Juno Lucina i el d'Hèrcules anaven lligats. Però el lligam es fa més evident com més al sud de la península Itàlica, d'avantpassats grecs, on Juno adquireix els atributs lligats a la guerra propis d'Hera i s'acaba identificant amb aquesta; mentre que a la zona d'influència etrusca corria una llegenda en què Juno alletava a un Hèrcules adult per recobrar-li les forces.

### Juno i Genius
Segons Kurt Latte, Juno podria haver sorgit com una versió femenina de Genius una deïtat tutelar individual. Per a fonamentar aquesta teoria es basa en el sacrifici de dos anyells fet pels Fratres Arvales, potser un per a Genius i l'altre per a Juno. 
Es creia que el genius residia al front de cada home, mentre que la deessa Juno estava a les celles de cada dona, i en algunes versions en les celles de tothom sense tenir en compte el sexe.

## Relació amb els etruscs
Els etruscs van mantenir relacions amb els grecs. S'han trobat proves de la relació entre Juno i Hera en terres etrusques
La relació entre la Uni dels etruscs i l'Astarte dels fenicis va ser descoberta en unes excavacions el 1964, on van aparèixer les Làmines de Pyrgi. Els estudiosos havien relacionat des de feia temps la deessa etrusca Uni amb Argive Heras i la seva versió cartaginesa Tanit, identificada pels romans com a Juno Caelestis.Agustí d'Hipona ja havia afirmat que Juno era nomenada Astarte en el llenguatge dels cartaginesos

## En la literatura

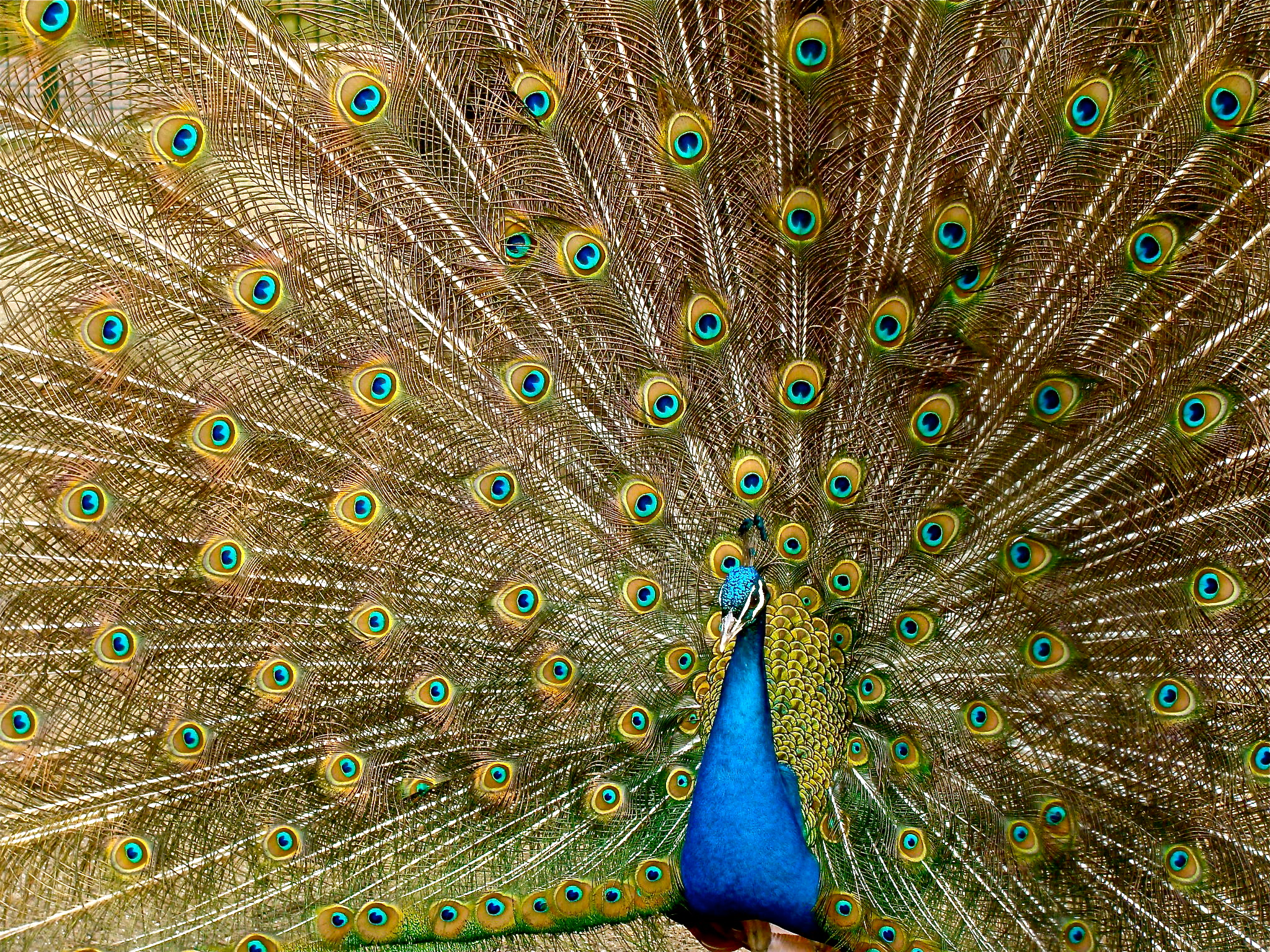
El paó, animal sagrat de Juno, apareix a la "Metamorfosi"

Resulta curiós que la deessa,tan invocada pels romans com a protectora seva, apareix al poema de Virgili, Eneida, com una protectora dels cartaginesos, antics rivals de Roma. Segons aquesta narració èpica, Juno posava entrebancs als avantpassats troians dels romans que volien establir-se a la península Itàlica.

Juno és un dels personatges de la "Metamorfosi" d'Ovidi on explica la relació del paó amb la deessa.

Juno surt en dues obres de Shakespeare: "La Tempesta" i "Antoni i Cleopatra". En l'acte IV, escena I apareix conjurada per Prospero, en certa manera considerant-se iguals. Els personatges de l'altra obra, només la citen per fer exclamacions.